# Саламандра (кулинария)

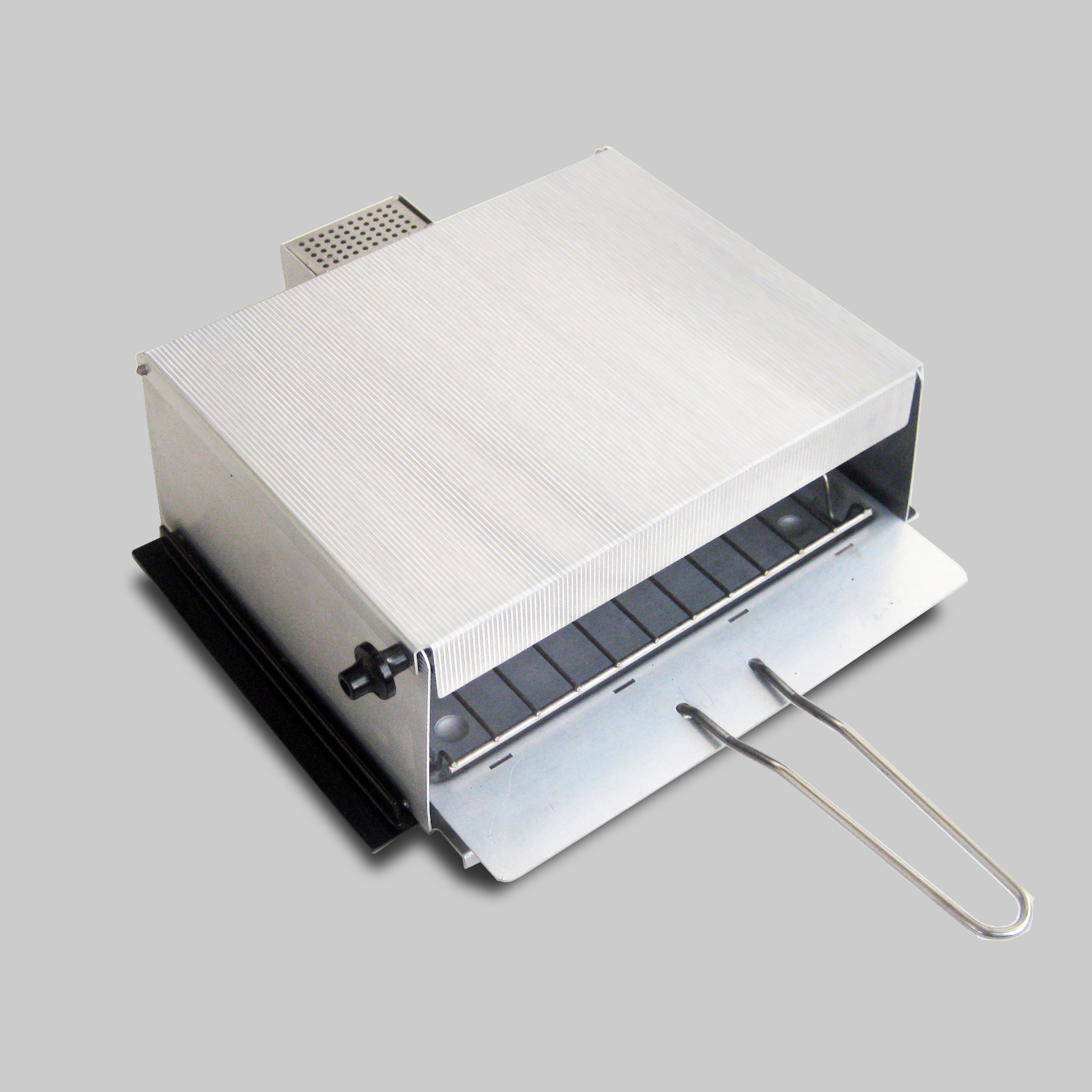
Электрический гриль-саламандра TG 12 немецкого производителя Acosta

Саламандра (фр. salamandre; англ. salamander) — кухонный прибор, нагревательные элементы в котором размещены сверху, а тепло распространяется сверху вниз. Используется для поджаривания, разогрева, подрумянивания различных блюд, расплавления сыра, создания корочки на сэндвичах и бутербродах, карамелизации десертов, гратирования овощей, поддержания температуры готовых блюд. По внешнему виду часто похожи на печь без входной дверцы. Благодаря такому расположению источника тепла более компактны: обычно их высота и глубина вдвое меньше, чем у обычной духовки. Для удобства их часто крепят к стене на уровне глаз, что облегчает доступ и контроль за процессом приготовления. Некоторые саламандры могут быть оснащены чугунной «клеймённой» пластиной, которая используется для нанесения узора на поверхность мяса. Эффект верхнего нагрева можно достичь путём использования гриля духовки, для чего её дверцу приоткрывают.
Верхний нагрев имеет то преимущество, что позволяет осуществлять термообработку продуктов, содержащих жиры, такие как стейки, отбивные и другие куски мяса, без риска воспламенения, вызванного капанием раскалённого жира на источник тепла. Современные саламандры ведут происхождение от поварских приспособлений, использовавшихся для тепловой обработки верхней части блюд. Они состояли из толстой железной (чугунной) пластины, прикреплённой к концу длинной ручки, с двумя ножками или упорами, предназначенными для установки конструкции над формой с едой, которую нужно подрумянить. В России подобное приспособление использовалось при приготовлении пудингов, запеканок, гурьевской каши, которую прижигали раскалённым железным прутом с целью нанесения рисунка. Название таких приспособлений восходит к образу саламандры из средневековых легенд, так как эта амфибия, как полагали, невосприимчива к огню, а среди алхимиков являлась олицетворением субстанции огня.